# Liste der Naturdenkmale in Trier
Die Liste der Naturdenkmale in Trier nennt die im Stadtgebiet von Trier ausgewiesenen Naturdenkmale (Stand 24. Juni 2024).

## Naturdenkmale
| Nr.         | Bezeichnung                                                             | Lage                                                                     | Beschreibung | Bild                                    |
| ----------- | ----------------------------------------------------------------------- | ------------------------------------------------------------------------ | --- | --------------------------------------- |
| ND-7211-373 | Eibe (ND 1)                                                             | Euren, bei Schloss Monaise Lage                                          | Taxus baccata | Direkt Bild zu diesem Denkmal hochladen |
| ND-7211-374 | Lindenallee (ND 3)                                                      | Euren, Luxemburger Straße Lage                                           | Tilia sp., 120 Bäume, ca. 2,5 km lang                                                                            | Direkt Bild zu diesem Denkmal hochladen |
| ND-7211-376 | Acht Blutbuchen (ND 6)                                                  | Trier-West, im Balduinstälchen (Südseite) Lage                           | Fagus sylvatica f. purpurea, acht Bäume                                                                          | Direkt Bild zu diesem Denkmal hochladen |
| ND-7211-377 | Rotbuche (ND 7)                                                         | Trier-West, im Balduinstälchen (Südseite) Lage                           | Fagus sylvatica                                                                                                  | Direkt Bild zu diesem Denkmal hochladen |
| ND-7211-378 | Blutbuche (ND 8)                                                        | Trier-West, im Balduinstälchen (Südseite) Lage                           | Fagus sylvatica f. purpurea                                                                                      | Direkt Bild zu diesem Denkmal hochladen |
| ND-7211-379 | Linde (ND 9)                                                            | Trier-West, im Balduinstälchen (Nordseite) Lage                          | Tilia sp. | Direkt Bild zu diesem Denkmal hochladen |
| ND-7211-380 | Heidenquelle mit Fels (ND 10)                                           | Trier-West, im Balduinstälchen (Nordseite) Lage                          | gefasste Quelle                                                                                                  | Direkt Bild zu diesem Denkmal hochladen |
| ND-7211-381 | 25 Ahornbäume (ND 13)                                                   | Biewer, westlich des Ortes im Weißhauswald Lage                          | Acer sp., 25 Bäume                                                                                               | Direkt Bild zu diesem Denkmal hochladen |
| ND-7211-382 | Elsbeere (ND 17)                                                        | Pallien, westlich des Ortes und südlich der B 51 (Bitburger Straße) Lage | Sorbus torminalis                                                                                                | Direkt Bild zu diesem Denkmal hochladen |
| ND-7211-383 | Drei Eichen (ND 18)                                                     | Feyen, südlich des Ortes im Forst Kobenbach Lage                         | Quercus sp., drei Bäume                                                                                          | Direkt Bild zu diesem Denkmal hochladen |
| ND-7211-384 | Küstensequoia (ND 19)                                                   | Ruwer, Auf Sprung, auf dem Friedhof Lage                                 | Sequoia sempervirens                                                                                             | Direkt Bild zu diesem Denkmal hochladen |
| ND-7211-385 | Kastanie (ND 20)                                                        | Pallien, westlich des Ortes; Abteilung Kläschesberg Lage                 | Castanea sativa                                                                                                  | Direkt Bild zu diesem Denkmal hochladen |
| ND-7211-386 | Zwillingsbuche (ND 21)                                                  | Pallien, nördlich des Ortes; Abteilung Kockelwald Lage                   | Fagus sylvatica, zweistämmig                                                                                     | Direkt Bild zu diesem Denkmal hochladen |
| ND-7211-387 | 15 Eichen (ND 22)                                                       | Pallien, nördlich des Ortes; Abteilung Kockelwald Lage                   | Quercus sp., 15 von ursprünglich 18 Bäumen                                                                       | Direkt Bild zu diesem Denkmal hochladen |
| ND-7211-388 | Vier Linden (ND 24)                                                     | Pallien, am Berghotel Kockelsberg Lage                                   | Tilia sp., vier Bäume                                                                                            | Direkt Bild zu diesem Denkmal hochladen |
| ND-7211-389 | Linde (ND 25)                                                           | Pallien, bei Forsthaus Altenhof Lage                                     | Tilia sp. | Direkt Bild zu diesem Denkmal hochladen |
| ND-7211-390 | Linde (ND 26)                                                           | Biewer, Biewerer Straße, bei Nr. 1 (Kapelle St. Jost) Lage               | Tilia sp. | Direkt Bild zu diesem Denkmal hochladen |
| ND-7211-391 | Ehranger Kanzel (ND 28)                                                 | Pfalzel, Abteilung Im Schad Lage                                         | Felsenkuppe mit alten Eichen (Quercus sp.); flächenhaftes Naturdenkmal                                           | Direkt Bild zu diesem Denkmal hochladen |
| ND-7211-392 | Gesteinsschichten an der Lohrbacher Brücke (ND 29)                      | Ehrang, nordwestlich des Ortes an der B 422 Lage                         | Buntsandsteinformation; flächenhaftes Naturdenkmal                                                               | Direkt Bild zu diesem Denkmal hochladen |
| ND-7211-393 | Heidenstuben (ND 30)                                                    | Ehrang, nordwestlich des Ortes Lage                                      | langgestreckte Buntsandsteinklippe                                                                               | Direkt Bild zu diesem Denkmal hochladen |
| ND-7211-394 | Taschenzugeiche (ND 31)                                                 | Ehrang, nordwestlich des Ortes am Zunkelberg Lage                        | Quercus sp. | Direkt Bild zu diesem Denkmal hochladen |
| ND-7211-395 | Lilienmagnolie (ND 32)                                                  | Quint, am Quinter Schloss Lage                                           | Magnolia denudata                                                                                                | Direkt Bild zu diesem Denkmal hochladen |
| ND-7211-396 | Sumpfzypresse (ND 33)                                                   | Quint, am Quinter Schloss Lage                                           | Taxodium distichum                                                                                               | Direkt Bild zu diesem Denkmal hochladen |
| ND-7211-397 | Platane (ND 34)                                                         | Quint, am Quinter Schloss Lage                                           | Platanus sp. | Direkt Bild zu diesem Denkmal hochladen |
| ND-7211-398 | Ginkgo (ND 35)                                                          | Quint, am Quinter Schloss Lage                                           | Ginkgo biloba | Direkt Bild zu diesem Denkmal hochladen |
| ND-7211-399 | Baumgruppe im Park am Herrenhaus Quint (ND 36)                          | Quint, Von-Pidoll-Straße, hinter Nr. 20/22 Lage                          | Gruppe aus Fagus sylvatica f. purpurea, Liriodendron tulipifera, Quercus rubra und Sequoioideae sp., je ein Baum | Direkt Bild zu diesem Denkmal hochladen |
| ND-7211-400 | Gutsparkweg Mariahof (ND 37)                                            | Mariahof, nordwestlich des Forsthauses Lage                              | Gehölz; flächenhaftes Naturdenkmal                                                                               | Direkt Bild zu diesem Denkmal hochladen |
| ND-7211-401 | Ginkgo (ND 38)                                                          | Trier-Süd, bei der Abtei St. Matthias Lage                               | Ginkgo biloba | Direkt Bild zu diesem Denkmal hochladen |
| ND-7211-402 | Weißblättrige Magnolia grandiflora (ND 40)                              | Trier-Süd, bei der Abtei St. Mathias Lage                                | Magnolia grandiflora                                                                                             | Direkt Bild zu diesem Denkmal hochladen |
| ND-7211-403 | Geschlitztblättrige Buche (ND 53)                                       | Quint, Von-Pidoll-Straße, bei Nr. 16 Lage                                | Fagus sylvatica f. laciniata                                                                                     | Direkt Bild zu diesem Denkmal hochladen |
| ND-7211-404 | Baumgruppe im Park am Herrenhaus Quint (ND 83)                          | Quint, Von-Pidoll-Straße, bei Nr. 16 Lage                                | Liriodendron tulipifera, Pinus nigra (mehrstämmig), Abies sp. und Quercus robur f. fastigiata, je ein Baum       | Direkt Bild zu diesem Denkmal hochladen |
| ND-7211-405 | Tanne im Klostergarten (ND 92)                                          | Olewig, Olewiger Straße, bei Nr. 189 Lage                                | Abies sp. (rechts im Bild)                                                                                       | Fotos hochladen                         |
| ND-7211-406 | Blutpflaume im Klostergarten (ND 96)                                    | Olewig, Olewiger Straße, bei Nr. 189 Lage                                | Prunus cerasifera 'nigra'                                                                                        | Direkt Bild zu diesem Denkmal hochladen |
| ND-7211-407 | Eiche (ND 97)                                                           | Olewig, nördlich des Ortes Lage                                          | Quercus sp. | Direkt Bild zu diesem Denkmal hochladen |
| ND-7211-408 | Platane (ND 2)                                                          | Trier-West, Luxemburger Straße, gegenüber Nr. 25 Lage                    | Platanus sp. | Direkt Bild zu diesem Denkmal hochladen |
| ND-7211-409 | Eiche (ND 101)                                                          | Olewig, östlich des Ortes am Geisbach Lage                               | Quercus sp. | Direkt Bild zu diesem Denkmal hochladen |
| ND-7211-410 | Eiche (ND 102)                                                          | Olewig, östlich des Ortes am Geisbach Lage                               | Quercus sp. | Direkt Bild zu diesem Denkmal hochladen |
| ND-7211-411 | Linde (ND 4)                                                            | Euren, St.-Helena-Straße, bei Nr. 25a auf dem Kirchhof Lage              | Tilia sp. | Direkt Bild zu diesem Denkmal hochladen |
| ND-7211-412 | Zwei Hemlocktannen und eine Esskastanie (ND 11)                         | Trier-West, nordwestlich der Ortslage bei der Maria-Hilf-Kapelle Lage    | Tsuga sp., zwei Bäume, und Castanea sativa                                                                       | Direkt Bild zu diesem Denkmal hochladen |
| ND-7211-413 | Eiche (ND 105)                                                          | Olewig, Unter Kleeburg, bei Nr. 10 Lage                                  | Quercus sp. | Direkt Bild zu diesem Denkmal hochladen |
| ND-7211-414 | Eiche (ND 106)                                                          | Tarforst, Universitätsring, hinter 8f Lage                               | Quercus sp. | Direkt Bild zu diesem Denkmal hochladen |
| ND-7211-415 | Eiche (ND 107)                                                          | Olewig, Unter Kleeburg, bei Nr. 10 Lage                                  | Quercus sp. | Direkt Bild zu diesem Denkmal hochladen |
| ND-7211-416 | Speierling (ND 108)                                                     | Tarforst, Trimmelter Hof Lage                                            | Sorbus domestica                                                                                                 | Direkt Bild zu diesem Denkmal hochladen |
| ND-7211-417 | Zehn Speierlinge (ND 109)                                               | Trier-Süd, im Park am Mattheiser Weiher Lage                             | Sorbus domestica, zehn von ursprünglich dreizehn Bäumen                                                          | Direkt Bild zu diesem Denkmal hochladen |
| ND-7211-418 | Walddistel (ND 110)                                                     | Irsch, Wenzelbachstraße, bei Nr. 8 Lage                                  | Ilex aquifolium                                                                                                  | Direkt Bild zu diesem Denkmal hochladen |
| ND-7211-419 | Eibe (ND 111)                                                           | Irsch, Propstei, bei Nr. 4 Lage                                          | Taxus baccata | Direkt Bild zu diesem Denkmal hochladen |
| ND-7211-420 | Linde (ND 112)                                                          | Irsch, Propstei, bei Nr. 4 Lage                                          | Tilia sp. | Direkt Bild zu diesem Denkmal hochladen |
| ND-7211-421 | Eibe (ND 113)                                                           | Irsch, Nicetiusstraße, bei Nr. 1 Lage                                    | Taxus baccata | Direkt Bild zu diesem Denkmal hochladen |
| ND-7211-422 | Libanonzeder (ND 114)                                                   | Irsch, Georgstraße, bei Nr. 42 Lage                                      | Cedrus libani | Direkt Bild zu diesem Denkmal hochladen |
| ND-7211-423 | Alte Eiche (ND 115)                                                     | Irsch, nördlich des Ortes, oberhalb des Steinbruchs Lage                 | Quercus sp. | Direkt Bild zu diesem Denkmal hochladen |
| ND-7211-424 | Sandsteinfelsengruppe und Wasserfall mit Sandhöhlen im Busental (ND 12) | Pallien, westlich des Ortes Lage                                         | Wasserfall des Gillenbachs; flächenhaftes Naturdenkmal                                                           | mehr Fotos \| Fotos hochladen           |
| ND-7211-425 | Eiche (ND 117)                                                          | Ruwer, Im Paulinsgarten, bei Nr. 18 Lage                                 | Quercus sp. | Direkt Bild zu diesem Denkmal hochladen |
| ND-7211-426 | Walnussbaum (ND 128)                                                    | Eitelsbach, Im Vogelsberg, hinter Nr. 17/19 Lage                         | Juglans regia | Direkt Bild zu diesem Denkmal hochladen |
| ND-7211-427 | Kiefer (ND 14)                                                          | Pallien, westlich des Ortes an der B 51 im Gillenbachtal Lage            | Pinus sylvestris                                                                                                 | Direkt Bild zu diesem Denkmal hochladen |
| ND-7211-428 | Esskastanie (ND 150)                                                    | Pfalzel, nordwestlich des Ortes; Abteilung Altscheuer Lage               | Castanea sativa                                                                                                  | Direkt Bild zu diesem Denkmal hochladen |
| ND-7211-429 | Platane (ND 151)                                                        | Ehrang, Ehranger Straße, vor Nr. 3–5 (Bahnhof Ehrang) Lage               | Platanus sp. | Fotos hochladen                         |
| ND-7211-430 | Ein Bergahorn und zwei Linden (ND 154)                                  | Euren, Pestalozzistraße, gegenüber Nr. 3 Lage                            | Acer pseudoplatanus, ein Baum, und Tilia sp., zwei Bäume                                                         | Direkt Bild zu diesem Denkmal hochladen |
| ND-7211-431 | Speierling (ND 155)                                                     | Euren, südwestlich des Ortes im Eurener Wald Lage                        | Sorbus domestica                                                                                                 | Direkt Bild zu diesem Denkmal hochladen |
| ND-7211-432 | Vier Linden (ND 156)                                                    | Euren, bei Schloss Monaise Lage                                          | Tilia sp., vier Bäume                                                                                            | mehr Fotos \| Fotos hochladen           |
| ND-7211-433 | Eiche (ND 164)                                                          | Pallien, am Sievenicher Hof Lage                                         | Quercus sp. | Direkt Bild zu diesem Denkmal hochladen |
| ND-7211-434 | Grenzeiche (ND 165)                                                     | Pallien, nördlich des Sievenicher Hofs; Abteilung Sievenicher Wald Lage  | Quercus sp. | Direkt Bild zu diesem Denkmal hochladen |
| ND-7211-435 | Platanenallee (ND 166)                                                  | Ruwer, südlich des Ortes an der Ruwerer Straße Lage                      | Platanus sp., 25 Bäume                                                                                           | Direkt Bild zu diesem Denkmal hochladen |
| ND-7211-436 | Drei Eichen am Waldrand (ND 192)                                        | Pfalzel, westlich des Ortes; Abteilung Auf der Bausch Lage               | Quercus sp., drei Bäume                                                                                          | Direkt Bild zu diesem Denkmal hochladen |
| ND-7211-437 | Esskastanie (ND 193)                                                    | Pfalzel, westlich des Ortes; Abteilung Auf der Bausch Lage               | Castanea sativa                                                                                                  | Direkt Bild zu diesem Denkmal hochladen |
| ND-7211-438 | Dicke Eiche (ND 194)                                                    | Ehrang, nördlich des Ortes im Ehranger Wald Lage                         | Quercus sp. | Direkt Bild zu diesem Denkmal hochladen |
| ND-7211-439 | Steineiche (ND 195)                                                     | Ehrang, nördlich des Ortes im Ehranger Wald Lage                         | Quercus sp. | Direkt Bild zu diesem Denkmal hochladen |
| ND-7211-440 | Bildcheseiche (ND 196)                                                  | Ehrang, nördlich des Ortes im Ehranger Wald am Zoonenberg Lage           | Quercus sp. | Direkt Bild zu diesem Denkmal hochladen |
| ND-7211-441 | Rotbuche (ND 15)                                                        | Pallien, westlich des Ortes an der B 51 Lage                             | Fagus sylvatica                                                                                                  | Direkt Bild zu diesem Denkmal hochladen |
| ND-7211-442 | Blutbuche (ND 199)                                                      | Quint, Von-Pidoll-Straße, hinter Nr. 56 Lage                             | Fagus sylvatica f. purpurea                                                                                      | Direkt Bild zu diesem Denkmal hochladen |
| ND-7211-443 | Christusdorn (ND 201)                                                   | Kürenz, Im Avelertal, vor Nr. 8 Lage                                     | Gleditsia triacanthos                                                                                            | Direkt Bild zu diesem Denkmal hochladen |
| ND-7211-444 | Linde (ND 212)                                                          | Pfalzel, Residenzstraße, hinter Nr. 27a Lage                             | Tilia sp. | Direkt Bild zu diesem Denkmal hochladen |
| ND-7211-445 | Buche (ND 57)                                                           | Zewen, nördlich des Ortes; Abteilung Beim Häubaum Lage                   | Fagus sylvatica                                                                                                  | Direkt Bild zu diesem Denkmal hochladen |
| ND-7211-446 | Mehrstämmige Rotbuche (ND 16)                                           | Pallien, westlich des Ortes im Gillenbachtal Lage                        | Fagus sylvatica, doppelstämmig                                                                                   | Fotos hochladen                         |
| ND-7211-447 | Eiche (ND 23)                                                           | Pallien, Schneidershof, hinter Gebäude E Lage                            | Quercus sp., einer von ursprünglich zwei Bäumen                                                                  | Direkt Bild zu diesem Denkmal hochladen |
| ND-7211-448 | Zwei Lebensbäume (ND 28)                                                | Pallien, beim Forsthaus Altenhof Lage                                    | Thuja sp., zwei von ursprünglich sechs Bäumen                                                                    | Direkt Bild zu diesem Denkmal hochladen |
| ND-7211-449 | Zwei Atlaszedern (ND 39)                                                | Trier-Süd, bei der Abtei St. Matthias Lage                               | Cedrus atlantica, zwei Bäume                                                                                     | Direkt Bild zu diesem Denkmal hochladen |
| ND-7211-450 | Atlaszeder (ND 41)                                                      | Heiligkreuz, Reckingstraße, im Caspary-Park Lage                         | Cedrus atlantica                                                                                                 | Direkt Bild zu diesem Denkmal hochladen |
| ND-7211-451 | Blutbuche (ND 42)                                                       | Heiligkreuz, Reckingstraße, im Caspary-Park Lage                         | Fagus sylvatica f. purpurea                                                                                      | Direkt Bild zu diesem Denkmal hochladen |
| ND-7211-452 | Wellingtonie (ND 43)                                                    | Heiligkreuz, Reckingstraße, im Caspary-Park Lage                         | Sequoiadendron giganteum                                                                                         | Direkt Bild zu diesem Denkmal hochladen |
| ND-7211-453 | Riesenlebensbaum (ND 44)                                                | Heiligkreuz, Reckingstraße, Caspary-Park Lage                            | | Direkt Bild zu diesem Denkmal hochladen |
| ND-7211-454 | Bergahorn (ND 45)                                                       | Heiligkreuz, Reckingstraße, Caspary-Park Lage                            | Acer pseudoplatanus                                                                                              | Direkt Bild zu diesem Denkmal hochladen |
| ND-7211-455 | Trauerbuche (ND 46)                                                     | Trier, Egbertstraße, bei Nr. 9 Lage                                      | Fagus sylvatica f. pendula                                                                                       | Direkt Bild zu diesem Denkmal hochladen |
| ND-7211-456 | Hainbuche (ND 47)                                                       | Heiligkreuz, Am Herrenbrünnchen, bei Nr. 70 Lage                         | Carpinus betulus                                                                                                 | Direkt Bild zu diesem Denkmal hochladen |
| ND-7211-457 | Zwei Zedern (ND 48)                                                     | Heiligkreuz, Bernhardstraße, bei Nr. 24/26 Lage                          | Cedrus sp., zwei Bäume                                                                                           | Direkt Bild zu diesem Denkmal hochladen |
| ND-7211-458 | Gurkenmagnolie (ND 49)                                                  | Trier, Südallee, vor Nr. 40 Lage                                         | Magnolia acuminata                                                                                               | Direkt Bild zu diesem Denkmal hochladen |
| ND-7211-459 | Blutbuche (ND 50)                                                       | Trier, Kaiserstraße, hinter Nr. 26 Lage                                  | Fagus sylvatica f. purpurea                                                                                      | Direkt Bild zu diesem Denkmal hochladen |
| ND-7211-460 | Christusdorn (ND 51)                                                    | Trier, Südallee, vor Nr. 33 Lage                                         | Gleditsia triacanthos                                                                                            | Direkt Bild zu diesem Denkmal hochladen |
| ND-7211-461 | Blutbuche (ND 52)                                                       | Trier, St.-Barbara-Ufer, bei Nr. 1b Lage                                 | Fagus sylvatica f. purpurea                                                                                      | Direkt Bild zu diesem Denkmal hochladen |
| ND-7211-462 | Schwarzer Maulbeerbaum (ND 55)                                          | Trier, Johanniterufer, bei Nr. 1–3 Lage                                  | Morus nigra | Direkt Bild zu diesem Denkmal hochladen |
| ND-7211-463 | Linde (ND 56)                                                           | Trier, Johanniterufer, hinter Nr. 1–3 Lage                               | Tilia sp. | Direkt Bild zu diesem Denkmal hochladen |
| ND-7211-464 | Nussbaum (ND 58)                                                        | Trier, Johanniterufer, hinter Nr. 1–3 Lage                               | Juglans regia | Direkt Bild zu diesem Denkmal hochladen |
| ND-7211-465 | Eibe (ND 59)                                                            | Trier, Johannisstraße, hinter Nr. 2 Lage                                 | Taxus baccata | Direkt Bild zu diesem Denkmal hochladen |
| ND-7211-466 | Platane (ND 60)                                                         | Trier, Krahnenstraße, bei Nr. 9 Lage                                     | Platanus sp. | Direkt Bild zu diesem Denkmal hochladen |
| ND-7211-467 | Parkgelände (ND 61)                                                     | Trier, Hettnerstraße Lage                                                | zwischen Hettnerstraße und Amphitheater; flächenhaftes Naturdenkmal                                              | Fotos hochladen                         |
| ND-7211-468 | Parkgelände (ND 62)                                                     | Trier, Olewiger Straße Lage                                              | zwischen Olewiger Straße und Amphitheater; flächenhaftes Naturdenkmal                                            | Direkt Bild zu diesem Denkmal hochladen |
| ND-7211-469 | Rosskastanie (ND 65)                                                    | Trier, Schützenstraße, bei Nr. 29 Lage                                   | Aesculus hippocastanum                                                                                           | Direkt Bild zu diesem Denkmal hochladen |
| ND-7211-470 | Blutbuche (ND 66)                                                       | Trier, Antoniusstraße, hinter Nr. 2 Lage                                 | Fagus sylvatica f. purpurea, einer von ursprünglich zwei Bäumen                                                  | Direkt Bild zu diesem Denkmal hochladen |
| ND-7211-471 | Platane (ND 67)                                                         | Trier, Stresemannstraße, vor Nr. 9 Lage                                  | Platanus sp. | Direkt Bild zu diesem Denkmal hochladen |
| ND-7211-472 | Linde (ND 68)                                                           | Trier, Stresemannstraße, gegenüber Nr. 9 Lage                            | Tilia sp. | Direkt Bild zu diesem Denkmal hochladen |
| ND-7211-473 | Vier Platanen (ND 69)                                                   | Trier, Kaiserstraße, hinter Nr. 18 Lage                                  | Platanus sp., vier Bäume                                                                                         | Direkt Bild zu diesem Denkmal hochladen |
| ND-7211-474 | Blauzeder (ND 70)                                                       | Trier, Kornmarkt Lage                                                    | Cedrus atlantica                                                                                                 | Fotos hochladen                         |
| ND-7211-475 | Platane (ND 71)                                                         | Trier, Predigerstraße, hinter Nr. 13/14 Lage                             | Platanus sp. | Direkt Bild zu diesem Denkmal hochladen |
| ND-7211-476 | Flatterulme (ND 72)                                                     | Trier, Balduinstraße, vor Nr. 22 Lage                                    | Ulmus laevis | Direkt Bild zu diesem Denkmal hochladen |
| ND-7211-477 | Kirschpflaume (ND 73)                                                   | Trier, Balduinstraße, vor Nr. 12 Lage                                    | Prunus cerasifera                                                                                                | Direkt Bild zu diesem Denkmal hochladen |
| ND-7211-478 | Eiche (ND 74)                                                           | Olewig, Retzgrubenweg Lage                                               | Quercus sp. | Direkt Bild zu diesem Denkmal hochladen |
| ND-7211-479 | Pyramideneiche (ND 76)                                                  | Trier, Wilhelm-Rautenstrauch-Straße Lage                                 | Quercus robur f. fastigiata                                                                                      | Direkt Bild zu diesem Denkmal hochladen |
| ND-7211-480 | Blutbuche (ND 77)                                                       | Trier, Wilhelm-Rautenstrauch-Straße Lage                                 | Fagus sylvatica f. purpurea                                                                                      | Direkt Bild zu diesem Denkmal hochladen |
| ND-7211-481 | Gelbblühende Rosskastanie (ND 78)                                       | Trier, Wilhelm-Rautenstrauch-Straße Lage                                 | Aesculus flava                                                                                                   | Direkt Bild zu diesem Denkmal hochladen |
| ND-7211-482 | Schwarznussbaum (ND 79)                                                 | Trier, Wilhelm-Rautenstrauch-Straße Lage                                 | Juglans nigra | Direkt Bild zu diesem Denkmal hochladen |
| ND-7211-483 | Platane (ND 80)                                                         | Trier, Am Augustinerhof Lage                                             | Platanus sp. | Direkt Bild zu diesem Denkmal hochladen |
| ND-7211-483 | Libanonzeder (ND 82)                                                    | Trier, Simeonstiftplatz, neben Nr. 2 Lage                                | Cedrus libani | Direkt Bild zu diesem Denkmal hochladen |
| ND-7211-485 | Bergahorn (ND 84)                                                       | Trier, Franz-Ludwig-Straße, vor Nr. 11 Lage                              | Acer pseudoplatanus                                                                                              | Direkt Bild zu diesem Denkmal hochladen |
| ND-7211-486 | Grauer Nussbaum (ND 85)                                                 | Trier, Franz-Ludwig-Straße, vor Nr. 33 Lage                              | Juglans cinerea                                                                                                  | Direkt Bild zu diesem Denkmal hochladen |
| ND-7211-487 | Nussbaum (ND 86)                                                        | Trier, Krahnenstraße, hinter Nr. 20 Lage                                 | Juglans regia | Direkt Bild zu diesem Denkmal hochladen |
| ND-7211-488 | Baumgruppe (ND 87)                                                      | Trier, Paulinstraße, hinter Nr. 66 Lage                                  | Tilia sp. und Aesculus hippocastanum; zugehörige Esche (Fraxinus sp.) abgegangen                                 | Direkt Bild zu diesem Denkmal hochladen |
| ND-7211-489 | Sieben Linden (ND 157)                                                  | Euren, bei Schloss Monaise Lage                                          | Tilia sp., sieben Bäume                                                                                          | Direkt Bild zu diesem Denkmal hochladen |
| ND-7211-490 | Platane (ND 88)                                                         | Trier, An der Jugendherberge, hinter Nr. 3 Lage                          | Platanus sp. | Direkt Bild zu diesem Denkmal hochladen |
| ND-7211-491 | Eiche (ND 89)                                                           | Trier, Göbenstraße, gegenüber Nr. 10 Lage                                | Quercus sp. | Direkt Bild zu diesem Denkmal hochladen |
| ND-7211-492 | Sieben Platanen am Exzellenzhaus (ND 90)                                | Trier, Zurmaiener Straße, hinter Nr. 114 (Exzellenzhaus) Lage            | Platanus sp., sieben Bäume                                                                                       | Fotos hochladen                         |
| ND-7211-493 | Pyramideneiche (ND 91)                                                  | Kürenz, Wasserweg, bei Nr. 2 Lage                                        | Quercus robur f. fastigiata                                                                                      | Direkt Bild zu diesem Denkmal hochladen |
| ND-7211-494 | Ginkgo (ND 93)                                                          | Kürenz, Wasserweg, bei Nr. 2 Lage                                        | Ginkgo biloba | Direkt Bild zu diesem Denkmal hochladen |
| ND-7211-495 | Schnurbaum (ND 94)                                                      | Trier, Balduinstraße, vor Nr. 14 Lage                                    | Styphnolobium japonicum                                                                                          | Fotos hochladen                         |
| ND-7211-496 | Eiche (ND 95)                                                           | Olewig, Auf der Ayl, bei Nr. 15 Lage                                     | Quercus sp. | Direkt Bild zu diesem Denkmal hochladen |
| ND-7211-497 | Zwei Linden (ND 118)                                                    | Olewig, Retzgrubenweg, neben Nr. 13 Lage                                 | Tilia sp., zwei Bäume                                                                                            | Direkt Bild zu diesem Denkmal hochladen |
| ND-7211-498 | Rosskastanie (ND 119)                                                   | Eitelsbach, im Park des Karthäuserhofs Lage                              | Aesculus hippocastanum                                                                                           | Direkt Bild zu diesem Denkmal hochladen |
| ND-7211-499 | Trauerbuche (ND 120)                                                    | Eitelsbach, im Park des Karthäuserhofs Lage                              | Fagus sylvatica f. pendula                                                                                       | Direkt Bild zu diesem Denkmal hochladen |
| ND-7211-500 | Japanischer Lebensbaum (ND 121)                                         | Eitelsbach, im Park des Karthäuserhofs Lage                              | Thujopsis dolabrata                                                                                              | Direkt Bild zu diesem Denkmal hochladen |
| ND-7211-501 | Persische Eiche (ND 122)                                                | Eitelsbach, im Park des Karthäuserhofs Lage                              | Quercus macranthera                                                                                              | Direkt Bild zu diesem Denkmal hochladen |
| ND-7211-502 | Sommer- oder Stieleiche (ND 123)                                        | Eitelsbach, im Park des Karthäuserhofs Lage                              | Quercus robur | Direkt Bild zu diesem Denkmal hochladen |
| ND-7211-503 | Silbertanne (ND 124)                                                    | Eitelsbach, im Park des Karthäuserhofs Lage                              | Abies procera | Direkt Bild zu diesem Denkmal hochladen |
| ND-7211-504 | Sumpfzypresse (ND 125)                                                  | Eitelsbach, Park des Karthäuserhofs Lage                                 | Taxodium distichum                                                                                               | Direkt Bild zu diesem Denkmal hochladen |
| ND-7211-505 | Kriechende Eibe (ND 126)                                                | Eitelsbach, im Park des Karthäuserhofs Lage                              | Taxus baccata f. repandens                                                                                       | Direkt Bild zu diesem Denkmal hochladen |
| ND-7211-506 | Eibe (ND 127)                                                           | Eitelsbach, im Park des Karthäuserhofs Lage                              | Taxus baccata | Direkt Bild zu diesem Denkmal hochladen |
| ND-7211-507 | Weißlinde (ND 129)                                                      | Eitelsbach, im Park des Karthäuserhofs Lage                              | Tilia tomentosa                                                                                                  | Direkt Bild zu diesem Denkmal hochladen |
| ND-7211-508 | Lawsons Zypresse (ND 130)                                               | Eitelsbach, im Park des Karthäuserhofs Lage                              | Chamaecyparis lawsoniana                                                                                         | Direkt Bild zu diesem Denkmal hochladen |
| ND-7211-509 | Lawsons Zypresse (ND 131)                                               | Eitelsbach, im Park des Karthäuserhofs am Weiher Lage                    | Chamaecyparis lawsoniana                                                                                         | Direkt Bild zu diesem Denkmal hochladen |
| ND-7211-510 | Fichte oder Rottanne (ND 132)                                           | Eitelsbach, im Park des Karthäuserhofs am Weiher Lage                    | Picea abies | Direkt Bild zu diesem Denkmal hochladen |
| ND-7211-511 | Fichte oder Rottanne (ND 133)                                           | Eitelsbach, im Park des Karthäuserhofs am Weiher Lage                    | Picea abies | Direkt Bild zu diesem Denkmal hochladen |
| ND-7211-512 | Weißlinde (ND 134)                                                      | Eitelsbach, im Park des Karthäuserhofs am Weiher Lage                    | Tilia tomentosa                                                                                                  | Direkt Bild zu diesem Denkmal hochladen |
| ND-7211-513 | Hemlocktanne oder Schierlingstanne (ND 136)                             | Eitelsbach, im Park des Karthäuserhofs am Weiher Lage                    | Tsuga canadensis                                                                                                 | Direkt Bild zu diesem Denkmal hochladen |
| ND-7211-514 | Krimlinde (ND 135)                                                      | Eitelsbach, im Park des Karthäuserhofs am Weiher Lage                    | Tilia × euchlora                                                                                                 | Direkt Bild zu diesem Denkmal hochladen |
| ND-7211-515 | Sibirische Zirbelkiefer (ND 138)                                        | Eitelsbach, im Ostteil des Parks am Karthäuserhof Lage                   | Pinus sibirica                                                                                                   | Direkt Bild zu diesem Denkmal hochladen |
| ND-7211-516 | Riesenlebensbaum (ND 139)                                               | Eitelsbach, im Ostteil des Parks am Karthäuserhof Lage                   | Thuja plicata | Direkt Bild zu diesem Denkmal hochladen |
| ND-7211-517 | Tulpenbaum (ND 141)                                                     | Eitelsbach, im Ostteil des Parks am Karthäuserhof Lage                   | Liriodendron tulipifera                                                                                          | Direkt Bild zu diesem Denkmal hochladen |
| ND-7211-518 | Nordmanntanne (ND 142)                                                  | Eitelsbach, im Ostteil des Parks am Karthäuserhof Lage                   | Abies nordmanniana                                                                                               | Direkt Bild zu diesem Denkmal hochladen |
| ND-7211-519 | Erbsenfrüchtige Zypresse (ND 143)                                       | Eitelsbach, im Ostteil des Parks am Karthäuserhof Lage                   | Chamaecyparis pisifera, darauf Chamaecyparis pisifera f. squarrosa                                               | Direkt Bild zu diesem Denkmal hochladen |
| ND-7211-520 | Tulpenbaum (ND 144)                                                     | Eitelsbach, im Ostteil des Parks am Karthäuserhof Lage                   | Liriodendron tulipifera                                                                                          | Direkt Bild zu diesem Denkmal hochladen |
| ND-7211-521 | Kaukasustanne (ND 145)                                                  | Eitelsbach, im Ostteil des Parks am Karthäuserhof Lage                   | Picea orientalis                                                                                                 | Direkt Bild zu diesem Denkmal hochladen |
| ND-7211-522 | Schwarzkiefer (ND 146)                                                  | Eitelsbach, im Ostteil des Parks am Karthäuserhof Lage                   | Pinus nigra | Direkt Bild zu diesem Denkmal hochladen |
| ND-7211-523 | Japanischer Lebensbaum (ND 147)                                         | Eitelsbach, im Ostteil des Parks am Karthäuserhof Lage                   | Thujopsis dolabrata                                                                                              | Direkt Bild zu diesem Denkmal hochladen |
| ND-7211-524 | Blutbuche (ND 148)                                                      | Eitelsbach, östlich des Karthäuserhofs Lage                              | Fagus sylvatica f. purpurea                                                                                      | Direkt Bild zu diesem Denkmal hochladen |
| ND-7211-525 | Taubenbaum (ND 219)                                                     | Eitelsbach, im Park des Karthäuserhofs am Weiher Lage                    | Davidia involucrata                                                                                              | Direkt Bild zu diesem Denkmal hochladen |
| ND-7211-526 | Ginkgo (ND 152)                                                         | Trier, Ostallee, vor Nr. 47 Lage                                         | Ginkgo biloba | Direkt Bild zu diesem Denkmal hochladen |
| ND-7211-527 | Linde (ND 153)                                                          | Trier, Südallee, vor Nr. 38 Lage                                         | Tilia sp. | Direkt Bild zu diesem Denkmal hochladen |
| ND-7211-528 | Platane (ND 158)                                                        | Trier, Ostallee, hinter Nr. 43 Lage                                      | Platanus sp. | Direkt Bild zu diesem Denkmal hochladen |
| ND-7211-529 | Ginkgo (ND 159)                                                         | Trier, Ostallee, bei Nr. 67 Lage                                         | Ginkgo biloba | Direkt Bild zu diesem Denkmal hochladen |
| ND-7211-530 | Schnurbaum (ND 160)                                                     | Trier, Schützenstraße, bei Nr. 35 Lage                                   | Styphnolobium japonicum                                                                                          | Direkt Bild zu diesem Denkmal hochladen |
| ND-7211-531 | Zwei Linden (ND 161)                                                    | Trier, Schützenstraße, bei Nr. 5/7 Lage                                  | Tilia sp., zwei Bäume                                                                                            | Direkt Bild zu diesem Denkmal hochladen |
| ND-7211-532 | Drei Linden (ND 162)                                                    | Trier, Franz-Ludwig-Straße, bei Nr. 7/9 Lage                             | Tilia sp., drei Bäume                                                                                            | Direkt Bild zu diesem Denkmal hochladen |
| ND-7211-533 | Bergahorn (ND 163)                                                      | Trier, Franz-Ludwig-Straße, bei Nr. 7/9 Lage                             | Acer pseudoplatanus                                                                                              | Direkt Bild zu diesem Denkmal hochladen |
| ND-7211-534 | Rotbuche (ND 167)                                                       | Pallien, westlich des Ortes im Gillenbachtal Lage                        | Fagus sylvatica                                                                                                  | Direkt Bild zu diesem Denkmal hochladen |
| ND-7211-535 | Rotbuche (ND 168)                                                       | Pallien, westlich des Ortes im Gillenbachtal Lage                        | Fagus sylvatica                                                                                                  | Direkt Bild zu diesem Denkmal hochladen |
| ND-7211-536 | Rotbuche (ND 169)                                                       | Pallien, westlich des Ortes im Gillenbachtal Lage                        | Fagus sylvatica                                                                                                  | Direkt Bild zu diesem Denkmal hochladen |
| ND-7211-537 | Vier Schwarzkiefern (ND 170)                                            | Trier, Zurmaiener Straße, auf dem Hauptfriedhof (Feld K+Ki) Lage         | Pinus nigra, vier Bäume                                                                                          | Direkt Bild zu diesem Denkmal hochladen |
| ND-7211-538 | Neun Schwarzkiefern (ND 171)                                            | Trier, Zurmaiener Straße, auf dem Hauptfriedhof (Felder G+Gi und L) Lage | Pinus nigra, neun Bäume                                                                                          | Direkt Bild zu diesem Denkmal hochladen |
| ND-7211-539 | Schwarzkiefer (ND 172)                                                  | Trier, Zurmaiener Straße, auf dem Hauptfriedhof (Feld W) Lage            | Pinus nigra | Direkt Bild zu diesem Denkmal hochladen |
| ND-7211-540 | Drei Trauerbuchen (ND 173)                                              | Trier, Zurmaiener Straße, auf dem Hauptfriedhof (Felder V und O) Lage    | Fagus sylvatica f. pendula, drei Bäume                                                                           | Direkt Bild zu diesem Denkmal hochladen |
| ND-7211-541 | Silberlinde (ND 174)                                                    | Trier, Zurmaiener Straße, auf dem Hauptfriedhof (Feld P) Lage            | Tilia tomentosa                                                                                                  | Direkt Bild zu diesem Denkmal hochladen |
| ND-7211-542 | Silberlinde (ND 175)                                                    | Trier, Zurmaiener Straße, auf dem Hauptfriedhof (Feld K I) Lage          | Tilia tomentosa                                                                                                  | Direkt Bild zu diesem Denkmal hochladen |
| ND-7211-543 | Zerreiche (ND 176)                                                      | Trier, Zurmaiener Straße, auf dem Hauptfriedhof (Feld P) Lage            | Quercus cerris                                                                                                   | Direkt Bild zu diesem Denkmal hochladen |
| ND-7211-544 | Zerreiche (ND 177)                                                      | Trier, Zurmaiener Straße, auf dem Hauptfriedhof (Feld M+Mi) Lage         | Quercus cerris                                                                                                   | Direkt Bild zu diesem Denkmal hochladen |
| ND-7211-545 | Hemlocktanne (ND 178)                                                   | Trier, Zurmaiener Straße, auf dem Hauptfriedhof (Feld F+Fi) Lage         | Tsuga sp. | Direkt Bild zu diesem Denkmal hochladen |
| ND-7211-546 | Schwarznuss (ND 179)                                                    | Trier, Zurmaiener Straße, auf dem Hauptfriedhof (Feld W) Lage            | Juglans nigra | Direkt Bild zu diesem Denkmal hochladen |
| ND-7211-547 | Schnurbaum (ND 180)                                                     | Trier, Zurmaiener Straße, auf dem Hauptfriedhof (Feld E I) Lage          | Styphnolobium japonicum                                                                                          | Direkt Bild zu diesem Denkmal hochladen |
| ND-7211-548 | Schnurbaum (ND 181)                                                     | Trier, Zurmaiener Straße, auf dem Hauptfriedhof (Feld G I) Lage          | Styphnolobium japonicum                                                                                          | Direkt Bild zu diesem Denkmal hochladen |
| ND-7211-549 | Schnurbaum (ND 182)                                                     | Trier, Zurmaiener Straße, auf dem Hauptfriedhof (Feld J I) Lage          | Styphnolobium japonicum                                                                                          | Direkt Bild zu diesem Denkmal hochladen |
| ND-7211-550 | Blutbuche (ND 183)                                                      | Trier, Zurmaiener Straße, auf dem Hauptfriedhof (Feld H) Lage            | Fagus sylvatica f. purpurea                                                                                      | Direkt Bild zu diesem Denkmal hochladen |
| ND-7211-551 | Blutbuche (ND 184)                                                      | Trier, Zurmaiener Straße, auf dem Hauptfriedhof (Feld K+Ki) Lage         | Fagus sylvatica f. purpurea                                                                                      | Direkt Bild zu diesem Denkmal hochladen |
| ND-7211-552 | Zwei Schnurbäume (ND 185)                                               | Trier, Zurmaiener Straße, auf dem Hauptfriedhof (Feld H) Lage            | Styphnolobium japonicum, zwei Bäume                                                                              | Direkt Bild zu diesem Denkmal hochladen |
| ND-7211-553 | Zwei Eschen (ND 186)                                                    | Trier, Zurmaiener Straße, auf dem Hauptfriedhof (Feld H) Lage            | Fraxinus excelsior 'Aurea pendula', zwei Bäume                                                                   | Direkt Bild zu diesem Denkmal hochladen |
| ND-7211-554 | Judasblattbaum (ND 187)                                                 | Trier, Zurmaiener Straße, auf dem Hauptfriedhof (Feld K I) Lage          | Cercidiphyllum japonicum                                                                                         | Direkt Bild zu diesem Denkmal hochladen |
| ND-7211-555 | Korkbaum (ND 188)                                                       | Trier, Zurmaiener Straße, auf dem Hauptfriedhof (Feld L I) Lage          | Phellodendron amurense                                                                                           | Direkt Bild zu diesem Denkmal hochladen |
| ND-7211-556 | Amberbaum (ND 190)                                                      | Trier, Zurmaiener Straße, auf dem Hauptfriedhof (Feld L I) Lage          | Liquidambar styraciflua                                                                                          | Direkt Bild zu diesem Denkmal hochladen |
| ND-7211-557 | Esskastanie (ND 191)                                                    | Pfalzel, Am Waldrand; Abteilung Auf der Bausch, am Waldrand Lage         | Castanea sativa                                                                                                  | Direkt Bild zu diesem Denkmal hochladen |
| ND-7211-558 | Blutbuche (ND 198)                                                      | Trier, Martinsufer, hinter Nr. 1–3 Lage                                  | Fagus sylvatica f. purpurea; im Innenhof des Martinsklosters                                                     | Fotos hochladen                         |
| ND-7211-559 | Rosskastanie (ND 200)                                                   | Trier, An der Kastilport, neben Nr. 12 Lage                              | Aesculus hippocastanum                                                                                           | Direkt Bild zu diesem Denkmal hochladen |
| ND-7211-560 | Christusdorn (ND 202)                                                   | Trier, Christophstraße, vor Nr. 12 Lage                                  | Gleditsia triacanthos                                                                                            | Fotos hochladen                         |
| ND-7211-561 | Eibe (ND 203)                                                           | Biewer, Am Weißhaus Lage                                                 | Taxus baccata | Direkt Bild zu diesem Denkmal hochladen |
| ND-7211-562 | Zwei Pyramideneichen (ND 204)                                           | Heiligkreuz, Bernhardstraße, bei Nr. 26 Lage                             | Quercus robur f. fastigiata, zwei Bäume                                                                          | Direkt Bild zu diesem Denkmal hochladen |
| ND-7211-563 | Esche (ND 205)                                                          | Trier-Süd, am Mattheiser Weiher Lage                                     | Fraxinus sp. | Direkt Bild zu diesem Denkmal hochladen |
| ND-7211-564 | Schnurbaum (ND 206)                                                     | Trier, Weimarer Allee Lage                                               | Styphnolobium japonicum                                                                                          | Direkt Bild zu diesem Denkmal hochladen |
| ND-7211-565 | wei Hainbuchen (ND 207)                                                 | Trier, Zurmaiener Straße, auf dem Hauptfriedhof (Feld T II) Lage         | Carpinus betulus, zwei Bäume                                                                                     | Direkt Bild zu diesem Denkmal hochladen |
| ND-7211-566 | Edelkastanie (ND 208)                                                   | Trier, Franz-Ludwig-Straße, bei Nr. 33 Lage                              | Castanea sativa                                                                                                  | Direkt Bild zu diesem Denkmal hochladen |
| ND-7211-567 | Ulme (ND 210)                                                           | Trier, Zurlaubener Ufer, vor Nr. 73 Lage                                 | Ulmus sp. | Direkt Bild zu diesem Denkmal hochladen |
| ND-7211-568 | Ulme (ND 211)                                                           | Trier, Nordallee, vor Nr. 1 Lage                                         | Ulmus sp. | Direkt Bild zu diesem Denkmal hochladen |
| ND-7211-569 | Ahornallee (ND 213)                                                     | Trier, Balthasar-Neumann-Straße/Thebäerstraße Lage                       | Acer sp., zehn Bäume; vor St. Paulin                                                                             | mehr Fotos \| Fotos hochladen           |
| ND-7211-570 | Silberlinde (ND 214)                                                    | Trier, Windstraße, bei Nr. 17 Lage                                       | Tilia tomentosa                                                                                                  | Direkt Bild zu diesem Denkmal hochladen |
| ND-7211-571 | Kastanie (ND 215)                                                       | Trier, Hinter dem Dom, vor Nr. 6 Lage                                    | Aesculus hippocastanum                                                                                           | Fotos hochladen                         |
| ND-7211-572 | Tulpenbaum (ND 216)                                                     | Trier, Sichelstraße, hinter Nr. 19 im Innenhof Lage                      | Liriodendron tulipifera; zwei zugehörige Buchsbäume (Buxus sempervirens) abgegangen                              | Direkt Bild zu diesem Denkmal hochladen |
| ND-7211-574 | Esskastanie (ND 218)                                                    | Ehrang, Zum Ehranger Wald, hinter Nr. 12 Lage                            | Castanea sativa                                                                                                  | Direkt Bild zu diesem Denkmal hochladen |
| ND-7211-575 | Zwei Eichen am Pfahlweiher (ND 220)                                     | Trier-Süd, am Pfahlweiher Lage                                           | Quercus sp., zwei Bäume                                                                                          | Direkt Bild zu diesem Denkmal hochladen |
| ND-7211-576 | Rotbuche (ND 221)                                                       | Trier, Friedrich-Wilhelm-Straße, hinter Nr. 29 Lage                      | Fagus sylvatica                                                                                                  | Direkt Bild zu diesem Denkmal hochladen |
| ND-7211-577 | Esche (ND 222)                                                          | Olewig, Retzgrubenweg, bei Nr. 13 Lage                                   | Fraxinus sp. | Direkt Bild zu diesem Denkmal hochladen |
| ND-7211-578 | Catalpa (ND 223)                                                        | Trier, Kalenfelsstraße, bei Nr. 2 Lage                                   | Catalpa sp. | Direkt Bild zu diesem Denkmal hochladen |
| ND-7211-579 | Platane (ND 224)                                                        | Trier, Hommerstraße, Ecke Saarbrücker Straße Lage                        | Platanus sp. | Direkt Bild zu diesem Denkmal hochladen |
| ND-7211-580 | Esskastanie (ND 225)                                                    | Trier-West, westlich des Ortes; Abteilung Markusbergerwald Lage          | Castanea sativa                                                                                                  | Direkt Bild zu diesem Denkmal hochladen |
| ND-7211-581 | Zwei Blutbuchen (ND 226)                                                | Kürenz, südlich des Ortes; Abteilung Bei Franzensknöpfchen Lage          | Fagus sylvatica f. purpurea, zwei Bäume                                                                          | mehr Fotos \| Fotos hochladen           |
| ND-7211-582 | Eiche (ND 98)                                                           | Olewig, Brettenbach, gegenübern Nr. 21 Lage                              | Quercus sp. | Direkt Bild zu diesem Denkmal hochladen |
| ND-7211-583 | Eiche (ND 99)                                                           | Olewig, Brettenbach, gegenüber Nr. 21 Lage                               | Quercus sp. | Direkt Bild zu diesem Denkmal hochladen |

## Ehemalige Naturdenkmale
| Nr. | Bezeichnung                  | Lage                                                                                           | Beschreibung                               | Bild                                    |
| --- | ---------------------------- | ---------------------------------------------------------------------------------------------- | ------------------------------------------ | --------------------------------------- |
|     | Rotbuche (ND 5)              | Trier-West, Am Irbach, unterhalb des Balduinshäuschens Lage                                    | Fagus sylvatica; gefällt                   | Direkt Bild zu diesem Denkmal hochladen |
|     | Zwei Walnussbäume (ND 54)    | Trier, Weidegasse, auf dem jüdischen Friedhof Lage                                             | Juglans regia, zwei Bäume; gefällt         | Direkt Bild zu diesem Denkmal hochladen |
|     | Paulownie (ND 63)            | Trier, Weimarer Allee, bei Nr. 1 Lage                                                          | Paulownia tomentosa; 2013 gefällt          | Direkt Bild zu diesem Denkmal hochladen |
|     | Blutbuche (ND 64)            | Trier, An der Kastilport, vor Nr. 9 Lage                                                       | Fagus sylvatica f. purpurea; 2013 gefällt  | Direkt Bild zu diesem Denkmal hochladen |
|     | Mehrstämmige Robinie (ND 75) | Trier, Egbertstraße Lage                                                                       | Robinia pseudoacacia; gelöscht             | Direkt Bild zu diesem Denkmal hochladen |
|     | Paulownie (ND 81)            | Heiligkreuz, Reckingstraße, bei Nr. 5 Lage                                                     | Paulownia tomentosa; gelöscht              | Direkt Bild zu diesem Denkmal hochladen |
|     | Zwei Eichen (ND 100)         | Olewig, Hunsrückstraße, bei Nr. 27/29 Lage                                                     | Quercus sp., zwei Bäume; gelöscht          | Direkt Bild zu diesem Denkmal hochladen |
|     | Eiche (ND 103)               | Olewig, Unter Kleeburg, bei Nr. 10 Lage                                                        | Quercus sp.; gelöscht                      | Direkt Bild zu diesem Denkmal hochladen |
|     | Eiche (ND 104)               | Olewig, Unter Kleeburg, bei Nr. 10 Lage                                                        | Quercus sp.; gelöscht                      | Direkt Bild zu diesem Denkmal hochladen |
|     | Eiche (ND 116)               | Filsch, Filscher Haus, bei Nr. 1 Lage                                                          | Quercus sp.; gelöscht                      | Direkt Bild zu diesem Denkmal hochladen |
|     | Douglastanne (ND 137)        | Eitelsbach, im Ostteil des Parks am Karthäuserhof Lage                                         | Pseudotsuga menziesii; gefällt             | Direkt Bild zu diesem Denkmal hochladen |
|     | Blutbuche (ND 140)           | Eitelsbach, im Ostteil des Parks am Karthäuserhof Lage                                         | Fagus sylvatica f. purpurea; 2011 gelöscht | Direkt Bild zu diesem Denkmal hochladen |
|     | Rotbuche (ND 149)            | Pallien, im Gillenbachtal Lage                                                                 | Fagus sylvatica; 2011 gelöscht             | Direkt Bild zu diesem Denkmal hochladen |
|     | Blasenstrauch (ND 189)       | Trier, Zurmaiener Straße, auf dem Hauptfriedhof (Feld L I) Lage                                | Koelreuteria paniculata; 2013 gelöscht     | Direkt Bild zu diesem Denkmal hochladen |
|     | Eiche (ND 197)               | Pfalzel, nördlich des Ortes an der Einmündung des „Sumpfigen Weges“ in den Ramsteiner Weg Lage | Quercus sp.; 2012 gefällt                  | Direkt Bild zu diesem Denkmal hochladen |
|     | Flatterulme (ND 209)         | Trier, Kurfürstenstraße, hinter Nr. 13 Lage                                                    | Ulmus laevis; gefällt                      | Direkt Bild zu diesem Denkmal hochladen |
|     | Ulme (ND 217)                | Trier-Süd, Am Kiewelsberg, hinter Nr. 19 Lage                                                  | Ulmus sp.; gefällt                         | Direkt Bild zu diesem Denkmal hochladen |